# Верхние Грачики (Тарасовский район)
Ве́рхние Гра́чики — хутор в Тарасовском районе Ростовской области.
Входит в состав Зеленовского сельского поселения.

## История
В составе Области Войска Донского хутор входил в станицу Митякинскую. В нём имелась Николаевская церковь.

## Население
| 2010 | 2011 |
| ---- | ---- |
| 77   | ↘11  |

## Улицы
- ул. Заречная,
- ул. Лесная,
- ул. Центральная,
- ул. Школьная.